# シンデレラ (フィチンゴフ＝シェーリ)

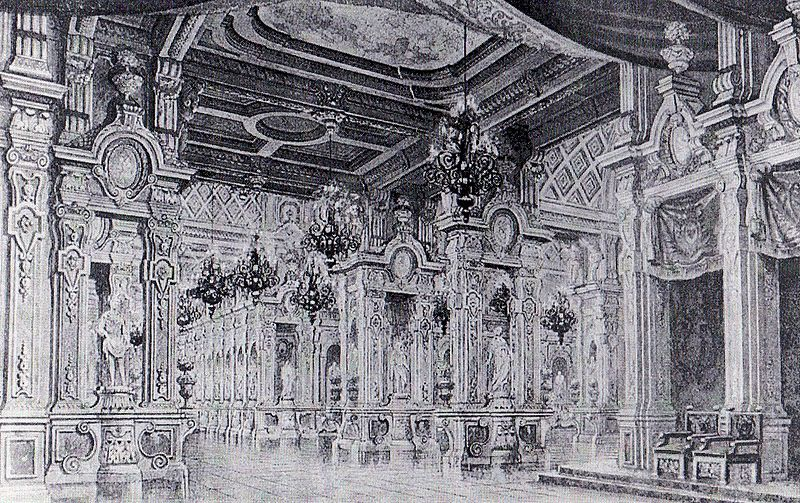
M・シシコフによる初演時の舞台装置スケッチ

シンデレラ （露: Зо́лушкa） は、1893年にロシアで初演された全3幕のバレエ作品である。
タイトルロールを踊ったバレエダンサーのピエリーナ・レニャーニが、世界で初めて32回連続のフェッテ（グラン・フェッテ・ロン・ドゥ・ジャンブ・アン・トゥールナン、仏: grand fouette rond de jambe en tournant）を披露したことで今日でも名を知られている作品である。

## 概要
ロシアでの原題はゾールシカ（Zolushka）といい、これは主人公の少女の名前でもある。
振付は1幕と3幕がエンリコ・チェケッティ、2幕はレフ・イワノフが担当し、マリウス・プティパが総監修して製作された。作曲はボリス・フィチンゴフ＝シェーリ、台本はシャルル・ペローの名高い童話に基づいて、リジヤ・パシコーワ（Лидия Пашкова）とイワン・フセヴォロシスキーによって書かれた。

## 初演
サンクトペテルブルクで1893年12月17日に、ロシア帝室バレエ団により初演された。配役は次に掲げる表のとおりである。
| 役名                        | 氏名                   | 氏名                               |
| --------------------------- | ---------------------- | ---------------------------------- |
| シンデレラ 〔ゾールシカ〕   | ピエリーナ・レニャーニ | ピエリーナ・レニャーニ             |
| 王子                        | パーヴェル・ゲルト     | パーヴェル・ゲルト                 |
| 善良な妖精                  | アンナ・ヨハンソン     | 〔Anna Johannson〕                 |
| オデット 〔意地悪な継姉〕   | M・クシェシンスカヤ    | M・クシェシンスカヤ                |
| エロイーズ 〔同〕           | マリア・アンデルセン   | 〔Maria Andersen〕                 |
| 2幕パ・ダクシオンのソリスト | K・クリチェフスカヤ    | 〔Клавдия Михайловна Куличевская〕 |
| 国王                        | N・アイストフ          | 〔Николай Аистов?〕                |
| 国王の侍従                  | A・ブルガーコフ        | 〔Алексей Булгаков?〕              |

## 再演
- レフ・イワノフにより、モスクワのボリショイ劇場で1898年7月31日[5]に再演された。
- 1900年2月5日[6]、ロシア帝室劇場において、ピエリーナ・レニャーニの送別慈善公演のために、レフ・イワノフが2幕のみを特別に再演した。

## その他

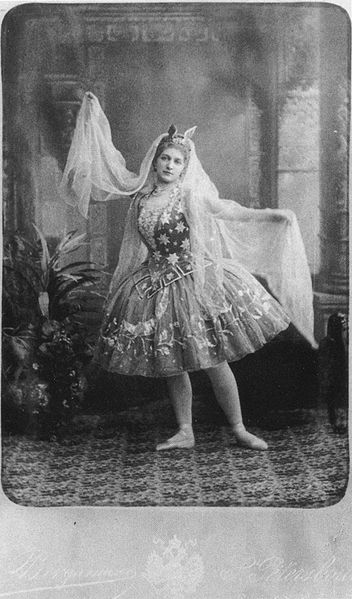
善良な妖精を踊るアンナ・ヨハンソン （1893年）

- マリインスキー・バレエ団で上演される『海賊』のパ・ド・ドゥにおいて、メドゥーラが踊るポルカ風の有名なヴァリアシオンの曲は、この作品から流用されている。
- この作品の台本については、ドラマの流れよりも踊りに重点を置き過ぎていると、サンクトペテルブルクのバレエマニアの間で批判の的となってしまったが、レニャーニのデビューとしては大成功であった。ある評論家は、以下のように述べている。[要出典]「…彼女の前に悪評は一掃された。…この作品でもっとも素晴らしいシーンは、第2幕での19世紀の様式で精妙に構成されたパ・ダクシオン（シンデレラ、王子、ソリストたちとコール・ド・バレエによる）を含む王子の城で開かれた舞踏会の場面である」
- 1893年のこの作品の初日は、タイトルロールのシンデレラを踊ったピエリーナ・レニャーニが世界で初めて32回連続のフェッテを披露したことで知られている。バレエの歴史家であるコンスタンチン・スカルコフスキー（Konstantin Skalkovsky、19世紀末から20世紀初期のサンクトペテルブルク・ガゼット誌の舞踊批評家）は、彼女の至芸について以下のように記している。「…最終幕でのレニャーニは、明らかに以前の彼女より優れていた。エマ・ベッソーネ（Emma Bessone）が主役を踊った『ハーレムのチューリップ（en:The Haarlem Tulip）』でレニャーニは14回のフェッテに成功したが、今回の『シンデレラ』では中断もなしに32回のフェッテを回りきり、1インチも軸がぶれることがなかったのだ！観客は、大喜びで拍手喝采し、アンコールを求めた。アンコールでもレニャーニは、28回のフェッテを回りきって見せた。フェッテの回転数を数えることが、観客のお気に入りとなった」

## 文献
- Beaumont, Cyril W., Complete Book of Ballets, 1949, Putnam, pp.535-539